# ライアン・ドンク
ライアン・ヘンク・ドンク（Ryan Henk Donk, 1986年3月30日 - ）は、オランダ・アムステルダム出身、元スリナム代表のサッカー選手。現役時代のポジションはミッドフィールダー。

## 経歴

### クラブ
2008年8月31日、ウェスト・ブロムウィッチ・アルビオンFCと1年間のローン契約を締結した。デビューは同年9月28日に行われたミドルズブラFC戦。
2016年1月6日、トルコ・スュペル・リグのガラタサライSKへ1年半の契約で移籍。移籍金は250万ユーロ。

### 代表
自国オランダで開催されたUEFA U-21欧州選手権2007の優勝メンバーの一人。
2021年3月24日、2022 FIFAワールドカップ・予選のケイマン諸島代表戦でスリナム代表として初出場。

## タイトル
ガラタサライ
- スュペル・リグ : 2017-18, 2018-19